# Wildflower (película de 2022)
Wildflower es una película de comedia-dramática escrita por Jana Savage a partir de la historia de Matt Smukler y Jana Savage; y dirigida por Smukler. Está protagonizada por Kiernan Shipka, Dash Mihok, Charlie Plummer, Jean Smart, Alexandra Daddario, Reid Scott, Erika Alexander, Samantha Hyde, Brad Garrett y Jacki Weaver. Fue estrenada en cines de Estados Unidos y Canadá el 17 de marzo de 2023.

## Trama
La película se centra en Bea, la hija de dos padres con discapacidad intelectual, Sharon y Derek. Bea queda en coma durante su último año en la escuela secundaria y la película explora aspectos de su vida, incluida una relación romántica con su compañero de estudios Ethan, a través de flashbacks.

## Elenco
- Kiernan Shipka como Bea Johnson
- Dash Mihok como Derek
- Charlie Plummer como Ethan
- Jean Smart como Peg
- Brad Garrett como Earl
- Alexandra Daddario como Joy
- Samantha Hyde como Sharon
- Jacki Weaver como Loretta
- Erika Alexander como Mary
- Reid Scott como Ben
- Victor Rasuk como Mr. Vasquez
- Kannon Omachi como Nia
- Chris Mulkey como Hal

## Producción
La película se inspiró en la sobrina de Smukler y originalmente se concibió como un cortometraje antes de desarrollarse como un largometraje. El guion fue adquirido por la productora Morning Moon en 2020, quién produjo la película en asociación con Limelight y Entertainment One. Los realizadores consultaron a la activista de representación de la discapacidad Elaine Hall durante el desarrollo de la misma.

## Estreno
La película se proyectó por primera vez en el Festival Internacional de Cine de Toronto el 12 de septiembre de 2022. Posteriormente, fue estrenada en cines por Momentum Pictures el 17 de marzo de 2023 en Estados Unidos y Canadá.